# Lauthia spilota
Lauthia spilota är en tvåvingeart som beskrevs av Boris Mamaev 1967. Lauthia spilota ingår i släktet Lauthia och familjen gallmyggor. Inga underarter finns listade i Catalogue of Life.